# Постійний струм

Типи струму

Цей символ постійного струму, зустрічається на багатьох електронних пристроях, які або вимагають, або виробляють постійний струм.

Пості́йний струм — електричний струм, напрямок протікання якого не змінюється з часом.
Інакше — прямий (постійний, незмінний) струм це спрямований в один бік потік електричних зарядів. Постійний струм може текти крізь провідник, як-от дріт, але також може протікати крізь напівпровідники, ізолятори або навіть крізь вакуум, як в електронних чи іонних пучках (термоелектронний струм). Цей електричний струм тече у незмінному напрямку, що відрізняє його від змінного струму. Акумулятор — яскравий приклад джерела постійного струму. Термін, який раніше вживали для цього виду струму — гальванічний струм. 
Скорочення AC (англ. Alternating current, змінний струм) та DC (англ. Direct current, постійний струм) часто застосовуються для позначення відповідно змінного та постійного, струму чи напруги.

## Історія
Постійний струм було отримано 1800 року за допомогою батареї італійського фізика Алессандро Вольта, його вольтової купи. Природа протікання струму тоді ще не була зрозумілою. Французький фізик Андре-Марі Ампер припустив, що струм рухається в одному напрямку від позитивного до негативного електроду. Коли французький приладобудівник Hippolyte Pixii 1832 року побудував перший динамо-електричний генератор, він виявив, що коли застосовуваний магніт проходив петлі дроту кожні пів оберта, це призводило до зворотного потоку електрики, виробляючи змінний струм. За пропозицією Ампера, Pixii згодом додав комутатор — вид «перемикача», в якому контакти на валу діють зі «щітковими» контактами для отримання постійного струму.

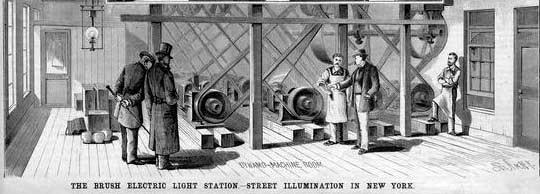
Центральна електростанція компанії Brush Electric з динамо-генераторами, які виробляли постійний струм на дугові лампи для громадського освітлення Нью-Йорку. З початком роботи в грудні 1880 року, висока напруга, яку вона виробляла, дозволяла їй живити передавальну лінію завдовжки 2 милі (3,2 км).

Наприкінці 1870-х і початку 1880-х років, на електростанціях почали виробляти електрику. Спочатку вони були налаштовані на живлення джерел світла від електричної дуги (поширений вид вуличного освітлення), що працювали на дуже високій напрузі (зазвичай понад 3000 вольт) постійного або змінного струму. Згодом відбулося поширення низьковольтного постійного струму для внутрішнього освітлення на підприємствах і будинках після того, як винахідник Томас Едісон в 1882 році запустив у виробництво свою електричну «утиліту» (лампу) розжарення.
Через значні переваги змінного струму перед постійним струмом завдяки можливості використання трансформаторів для підвищення і зниження напруги, щоби забезпечити набагато більші відстані передавання на високій напрузі, а потім її зменшення для побутових споживачів, постійний струм для постачання електроенергії був замінений протягом наступних кількох десятиліть, змінним струмом.
У середині 1950-х років було розроблено високовольтну систему передавання постійного струму, і тепер (у 2000-х роках) вона стала противагою системам передавання змінного струму високої напруги, насамперед на великі відстані або коли характеристики електричних мереж між двома країнами різняться. Для довгих підводних кабелів (наприклад між країнами, як-от NorNed) цей варіант з постійним струмом, є єдиним технічно здійсненним способом, який до того-ж має втрати в лінії до 15 % нижче порівняно з ЛЕП змінного струму. Для застосувань, що вимагають постійного струму великої потужності, наприклад енергосистеми контактної рейки (трамваї, тролейбуси тощо), змінний струм подається на підстанції, де використовують випрямлячі для перетворення енергії на постійний струм.

## Різні визначення

Різновиди постійного струму (згори донизу): струм від акумулятора, струм від півперіодного випрямляча, струм від двопівперіодного випрямляча.

Термін постійний струм вживають для позначення енергосистем, де застосовують лише одну полярність напруги чи струму, і задля позначення сигналу постійної, нульової частоти або повільно змінюваного локального середнього значення напруги чи струму. Наприклад, напруга в джерелі постійного струму постійна, як і струм крізь джерело постійного струму. Можна показати, що будь-яка незмінна напруга або струмова хвиля можуть бути розкладені на суму складової постійного струму і нульової середньої, змінної за часом складової; складова постійного струму визначається як очікуване значення, або середнє значення напруги чи струму за весь час (період).
Хоча DC означає «постійний струм», DC часто стосується «незмінної полярності».

## Схеми
Схема постійного струму — це електричне коло, яке складається з будь-якого поєднання джерел постійної напруги, джерел постійного струму та резисторів. У таких випадках, напруги та струми електричного кола, не залежать від часу. Конкретна напруга або струм у колі, не залежать від минулого значення напруги або струму в ньому. Це означає, що система рівнянь, які представляють коло постійного струму, не передбачає інтегралів чи похідних за часом. 
Якщо до контуру постійного струму додається конденсатор або котушка індуктивності, то отримана схема не є, суворо кажучи, колом постійного струму. Однак у більшості таких схем, є рішення постійного струму. Це рішення дає напруги та струми кола, коли схема перебуває в стійкому стані постійного струму. Така схема представлена системою диференційних рівнянь. Рішення цих рівнянь, зазвичай містить частину, що змінюється за часом чи перехідну частину, а також постійну або сталу частину. Саме ця частина стійкого стану, є рішенням схем постійного струму. Є деякі кола, котрі не мають рішення постійного струму. Два простих приклади — джерело постійного струму приєднане до конденсатора, і джерело постійної напруги приєднане до котушки індуктивності.
В електроніці схему, що живиться від джерела постійного струму, наприклад акумулятора, заведено називати колом постійного струму, навіть якщо розуміється, що воно просто працює від постійного струму.